# Дафна
Да́фна (грец. Δάφνη; «лавр») — персонаж давньогрецької міфології, німфа. За однією версією, дочка фессалійського річкового бога Пенея; або дочка річкового бога Ладона з Аркадії і Геї; або дочка річкового бога Пенея в Еліді і Геї; або дочка Амікла.
Уникала чоловіків і жила в суспільстві дівчат, супутниця Артеміди. У неї був закоханий Левкіпп, син Еномая. Одягнувши жіноче вбрання і заплівши волосся, видав себе за дочку Еномая і став полювати разом з Дафною, яка обіймала його. Аполлон став ревнувати до Левкіппа. Коли дівчата купалися, вони виявили, що Левкіпп не дівчина, і вбили його списами й ножами.
Переслідувана закоханим у неї Аполлоном (за словами Овідія, Аполлон гнався за нею, як собака за зайцем, вона була його першим коханням), Дафна молилася про допомогу до богів і була перетворена на лаврове дерево. Або Аполлон її зґвалтував, і вона попросила Зевса перетворити її на лавр.
З того часу лавр став священним деревом Аполлона, а лавровий вінок — його неодмінним атрибутом.
До міфу про Дафну зверталися Овідій, пізніше Г. Сакс, А. Беккарі, М. Опіц, Жан де Лафонтен. У музиці образ Дафни знайшов утілення у творах Алессандро Скарлатті, Ґеорґа Фрідріха Генделя, Ріхарда Штрауса; до нього зверталися такі художники й скульптори як Лука Джордано, Нікола Пуссен, Лоренцо Берніні, Якоб Ауер та інші.
Існує також сирійська розповідь про Дафну, і священний лавр, яким вона стала, шанувався в гаю зі славнозвісною святинею Артеміди й Аполлона (згоріла 362 р. до н. е.) біля Антіохії. Цар Селевк полював і побачив місце, де Бог переслідував Дафну. Хто із засуджених ховався в гаї, той діставав право захисту.